# Britta Viebrock
Britta Viebrock (* 1973 in Bremen) ist eine deutsche Fremdsprachendidaktikerin (Fachdidaktik Englisch). Sie ist Professorin für Didaktik der englischen Sprache und Literatur an der Johann Wolfgang Goethe-Universität Frankfurt am Main.

## Biografie
Britta Viebrock studierte von 1993 bis 1994 zuerst an der Technischen Universität Braunschweig Höheres Lehramt und wechselte dann von 1994 bis 1998 an die Universität Bremen, wo sie das 1. Staatsexamen ablegte. Sie absolvierte ihr Referendariat von 1998 bis 2000 am Studienseminar in Leer und legte in 2000 das zweite Staatsexamen ab. In 2006 wurde sie an der Universität Bremen zum Thema Bilingualer Erdkundeunterricht: Subjektive didaktische Theorien von Lehrerinnen und Lehrern promoviert. Seit Dezember 2009 war sie Juniorprofessorin für Didaktik der englischen Sprache und Literatur, Goethe-Universität Frankfurt, seit 2012 W2-Professorin für Didaktik der englischen Sprache und Literatur, Goethe-Universität Frankfurt. Seit September 2021 ist sie im Vorstand der Deutschen Gesellschaft für Fremdsprachenforschung.

## Werke (Auswahl)
- Viebrock, Britta (2015): Ethik in der Fremdsprachenforschung. Eine systemische Betrachtung. Frankfurt/Main: Lang.
- Viebrock, Britta (2007): Bilingualer Erdkundeunterricht. Subjektive didaktische Theorien von Lehrerinnen und Lehrern. Frankfurt/Main: Lang.